# Спесмило
Спесми́ло (эсп. spesmilo) — устаревшая десятичная международная денежная единица, которую предложил ввести в 1907 году швейцарский математик и эсперантолог Рене де Соссюр. Спесмило использовалось до Первой мировой войны в качестве расчётной единицы несколькими британскими и швейцарскими банками, прежде всего «Эсперантистским чековым банком» (Ĉekbanko Esperantista). Этот банк был основан в 1907 году в Великобритании немцем Хербертом Хёвлером и просуществовал до 1918 года, в 1914 году в нём обслуживалось 730 счетов в 320 городах и 43 странах.
Спесмило (дословно — «тысяча спесо») состоял из 10 спесценто (spescento), или 100 спесдеко (spesdeko), или 1000 спесо (speso), и приравнивался по стоимости к 0,733 грамма золота, что в те времена примерно равнялось половине доллара США или 2½ швейцарского франка. В 1927 году печатались бумажные Спесмило.

Символ спесмило — Sm

Знак спесмило представлял собой монограмму Sm. Знак имеется в Юникоде (начиная с версии 5.2), где ему присвоен код U+20B7: ₷.
В 1942—1993 годах Универсальная лига (эсп. Universala Ligo) использовала другую международную денежную единицу, стело.